# Koninginnenpage
De koninginnenpage (Papilio machaon) is een vlinder uit de familie van de pages (Papilionidae). De koninginnenpage heeft een voor een page relatief grote spanwijdte tot 75 mm, en is een van de grootste vlinders die in België en Nederland wordt gevonden. De vleugels hebben overwegend gele kleuren en daarnaast een opvallende zwart-gele tekening met blauwe accenten, een rode vlek aan de achtervleugel en een langwerpig, zwart gekleurd vleugelaanhangsel dat de vleugelstaart of -slip wordt genoemd. De koninginnenpage heeft een zeer groot verspreidingsgebied in vergelijking met andere vlinders.

## Verspreiding

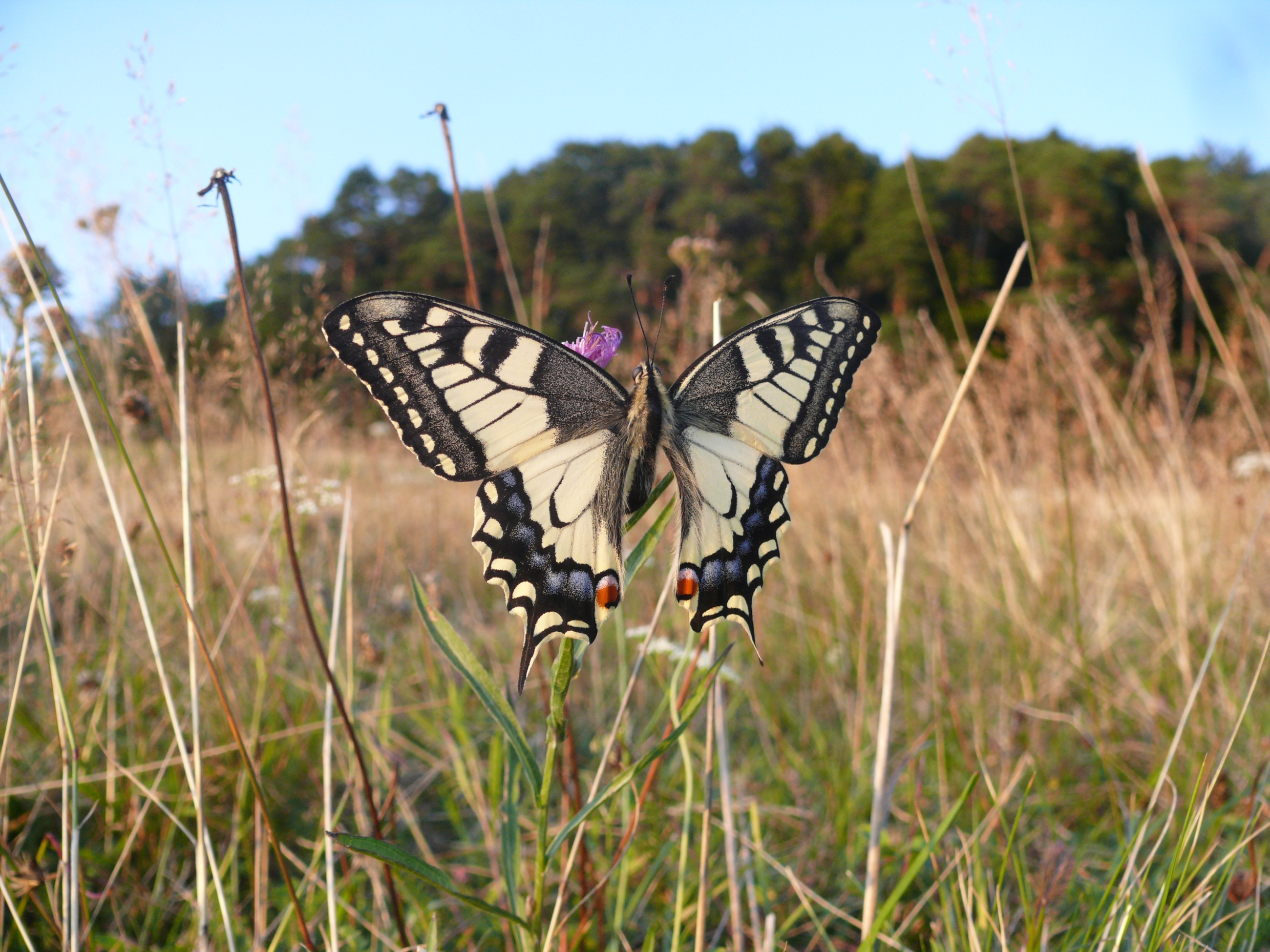
De habitat bestaat uit bloemrijke graslanden. Afgebeeld is een exemplaar uit Frankenhöhe (Duitsland).

De koninginnenpage is een Holarctische soort die voorkomt als een zeldzame zwervende soort in grote delen van Europa, Azië en Noord-Amerika. De vlinder komt binnen Europa en het Midden-Oosten voor in de landen Albanië, Algerije, Bosnië en Herzegovina, Kroatië, Cyprus, Egypte, Frankrijk (inclusief Corsica), Griekenland, Israël, Italië (inclusief Sardinië en Sicilië), Jordanië, Libanon, Libië, Malta, Montenegro, Marokko, Noord-Macedonië, Palestina, Portugal, Slovenië, Spanje (inclusief de Balearen), Syrië, Tunesië en Turkije.
Op het Europese continent ontbreekt de vlinder alleen in een noordelijk deel van Rusland. In Groot-Brittannië is de soort bijna uitgestorven. De koninginnenpage komt hier alleen voor in Norfolk Broads, in het uiterst oostelijk gelegen graafschap Norfolk.
Het verspreidingsgebied strekt zich oostwaarts uit in een brede strook door Azië tot in Japan. Ook in noordelijke delen van India en het noordelijke deel van het Zuidoost-Aziatische Schiereiland komt de vlinder voor, maar in het grootste deel van Zuidoost-Azië ontbreekt de soort. De zuidelijkste delen van het verspreidingsgebied van de vlinder betreft een deel van het Arabisch Schiereiland waar de vlinder voorkomt tot in Jemen. De page komt ook voor in delen van noordelijk Afrika, in een groot deel van het Atlasgebergte.
De koninginnenpage heeft ook een groot verspreidingsgebied in Noord-Amerika. De koninginnenpage komt hier voor in Alaska, Canada en een groot deel van de Verenigde Staten. Het verspreidingsgebied strekt zich zuidwaarts uit tot in noordelijk Mexico.
Door de internationale natuurbeschermingsorganisatie IUCN wordt de soort als 'veilig' beschouwd (Least Concern of LC).

### België en Nederland
In heel noordelijk en westelijk Europa komt de vlinder als trekvlinder voor. Hij wordt ook aangetroffen in België en Nederland, maar het is hier geen algemene soort. In België is de vlinder permanent gevestigd in het zuidoosten van het land en kan overal als zwerver worden aangetroffen. In Nederland was er in de jaren 1980 alleen nog een flinke populatie in Limburg. Daarna zijn de waarnemingen in zuidelijk Nederland sterk toegenomen. Zwervende koninginnenpages worden in de jaren 2010 steeds vaker ten noorden van de grote rivieren gezien, in de lente ook nakomelingen er van. Tot op de Waddeneilanden worden soms exemplaren waargenomen.
De vliegtijd in België en Nederland is van maart tot en met oktober. De temperatuur is een belangrijke factor voor het voortplantingssucces van de vlinder; in warme jaren zijn er meer generaties dan in koele jaren. In Groot-Brittannië komt meestal één generatie per jaar voor en in warme jaren twee, in Nederland zijn twee generaties gebruikelijk, in warmere jaren kan dit oplopen tot drie generaties. Na warme lentes worden er beduidend meer koninginnenpages waargenomen in Nederland. Een droge lente leidt echter tot minder vlinders.

## Habitat

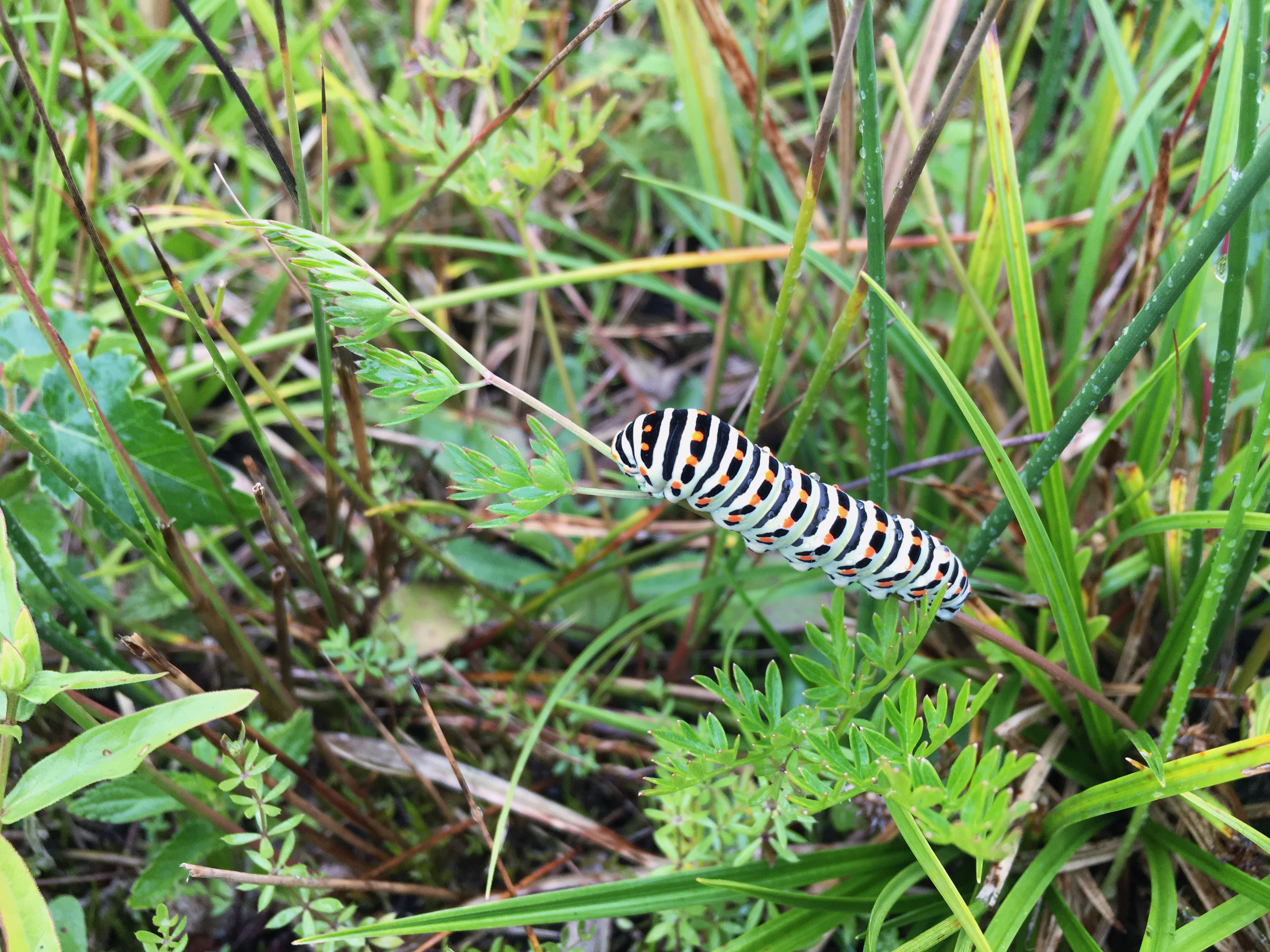
De rups op melkeppe in een blauwgrasland.

Het habitat bestaat uit bloemrijke graslanden, moerassen en weiden, moestuinen, heuvelige open landschappen en luzerne- en klavervelden. Ook in hoger gelegen berggebieden komt de vlinder voor, als er maar waardplanten voor de rupsen en voedselplanten voor de volwassen vlinders beschikbaar zijn. De rupsen leven voornamelijk van verschillende soorten uit de schermbloemenfamilie. Ze hebben een heldere groene kleur en een opvallende tekening die bestaat uit zwarte dwarsbanden op de lichaamssegmenten die worden onderbroken door oranje vlekken.
De koninginnenpage komt voor tot een hoogte van meer dan 2000 m boven zeeniveau. Op een hoogte van 2700 m wordt de soort soms nog algemeen gevonden en de koninginnenpage is bekend tot een hoogte van 4700 m boven zeeniveau.

## Uiterlijke kenmerken

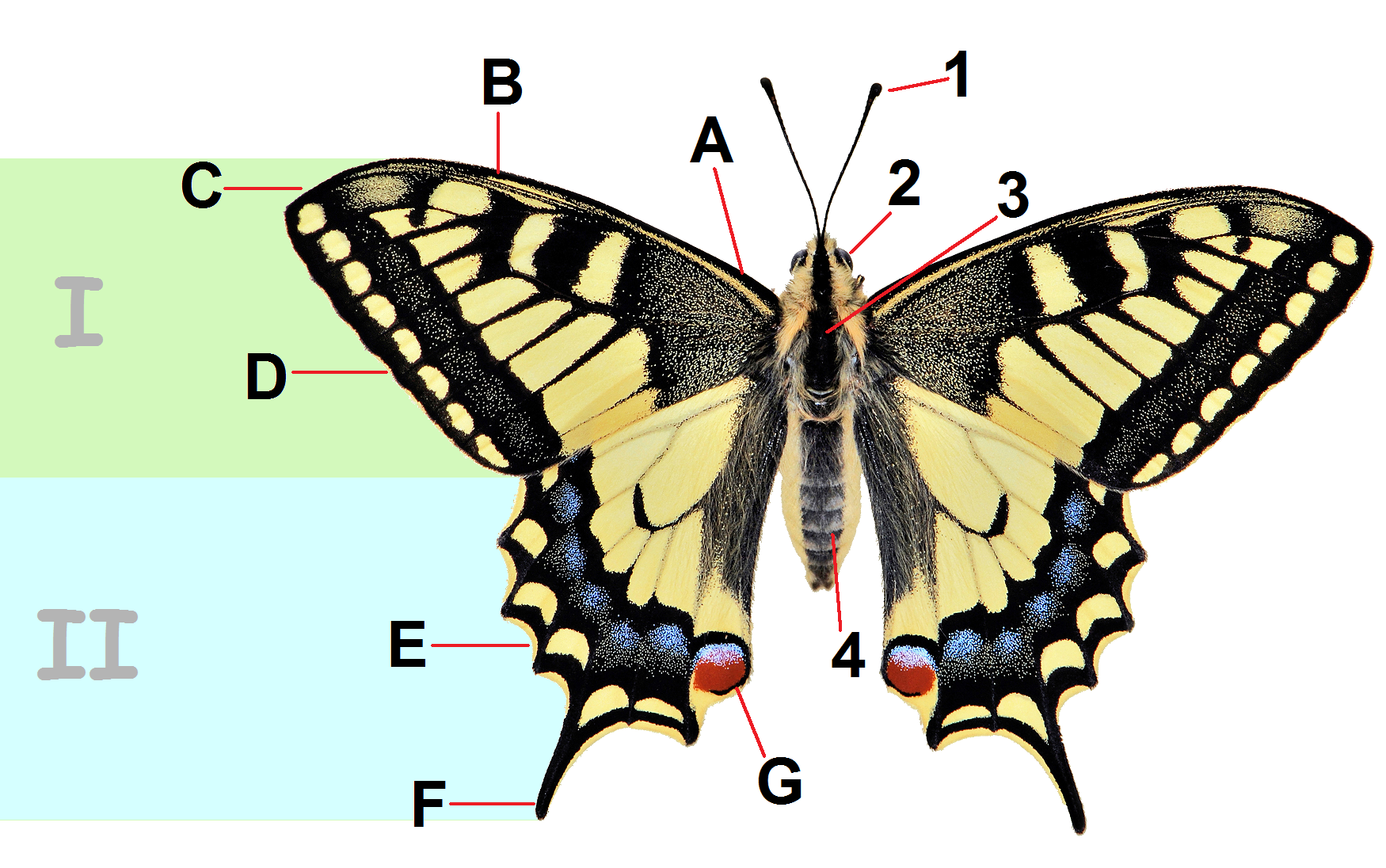
Kenmerken van het lichaam, de lichaamsdelen zijn met cijfers aangegeven en de vleugeldelen met letters.

De koninginnenpage heeft net als andere vlinders een langwerpig lichaam dat bestaat uit een kop (2), een borststuk of thorax (3) en ten slotte een achterlijf of abdomen (4). Opvallend zijn de gele vleugels, die een spanwijdte of vlucht hebben van 50 tot 75 mm. Het gehele lichaam is behaard, het grootste deel van het lijf heeft een zwarte beharing maar de weerszijden van de kop en de zijkanten van het borststuk zijn voorzien van een meer gele tot oranje beharing.
De kop draagt de belangrijkste visuele zintuigen, zoals de ogen en de antennes (1). De ogen zijn zwart van kleur en zijn aan de bovenzijde goed te zien. De ogen bestaan uit vele kleine suboogjes die de ommatidia worden genoemd; het geheel heet het samengesteld oog. De antennes zijn lang en dun en eindigen in een ei-vormige knop zodat het geheel wat lijkt op een golfclub.
De monddelen zijn aan de voorzijde van de kop gelegen en bestaan uit een lange buisvormige structuur die de roltong of proboscis wordt genoemd. Deze bestaat uit twee gefuseerde kaakdelen die sterk verlengd zijn en in rust worden opgerold onder de kop. Bij het eten wordt de buis uitgerold en wordt het vloeibare voedsel opgezogen.

### Vleugels
Zowel de voor- als de achtervleugel zijn aan de vleugelwortel (A) -de aanhechting van de vleugel aan het lichaam- donkerbruin gekleurd. Deze bruine delen zijn voorzien van een gele 'bepoedering' van zeer kleine vlekjes.
De voorvleugel (I) heeft een enigszins driehoekig afgeronde vorm met vlakke randen. Ook de vleugelpunt of apex (C) is afgerond. De buitenrand (D) van de gespreide vleugels heeft een brede, donkerbruine band, die naar het einde toe voorzien is van een rij halvemaanvormige, gele vlekken. Aan de voorrand van de vleugel (B) is een ongeveer even brede zoom aanwezig die bestaat uit afwisselend gele en zwarte vlekken. Deze twee delen worden verbonden door een middendeel dat bestaat uit horizontale, gele cellen met een zwarte rand.

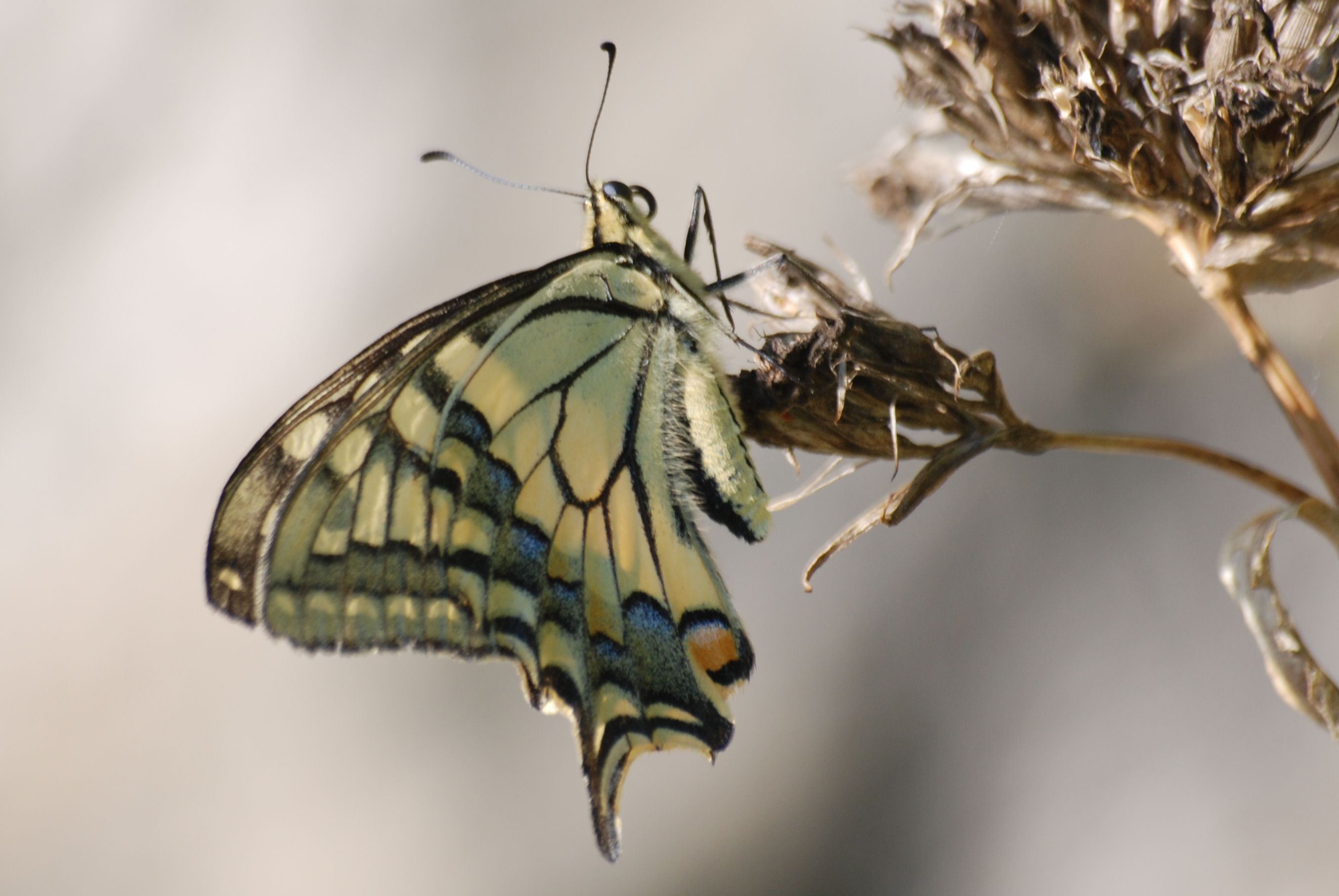
De onderzijde van de vleugels hebben een lichtere kleur en tekening dan de bovenzijde.

De achtervleugel (II) valt op door de duidelijk gekartelde achterrand (E), een brede zoom van de vleugelrand is zwart, alleen de vleugelrand is geel en in de zwarte band zijn net als de voorvleugel gele, halvemaanvormige vlekken gelegen. De vleugelslippen (F) aan de buitenzijde van de achtervleugel zijn zwart van kleur. Aan de bovenzijde van de zwarte zoom is een duidelijke blauwe berijping. Aan de binnenzijde van iedere achtervleugel is boven de vleugelslip een heldere roodoranje vlek gelegen (G), die zwartomzoomd is en aan de bovenzijde voorzien is van de blauwe poeder-achtige berijping.
De koninginnenpage heeft kenmerkende vleugelkleuren en -patronen en met name de vleugelvorm is karakteristiek voor Europese vlinders. De vleugels zijn overwegend geel van kleur en hebben een zwarte tekening die bestaat uit een mozaïek van gele en zwarte lijnen en vlakken. De vlakken worden steeds begrensd door zwarte lijnen, in werkelijkheid zijn dit de vleugeladeren. Wat direct opvalt zijn de rode vlekken aan de achterzijde van de achtervleugel en de kenmerkende vleugelslip -ook wel vleugelstaart genoemd- die bestaat uit een zwart en langwerpig uitsteeksel dat recht naar achteren wijst. De vleugelslip is aan de buitenzijde van de achterzijde van de achtervleugel gelegen en eindigt niet in een gele vlek, zoals bij enkele gelijkende soorten wel het geval is. Een dergelijke vleugelslip komt ook voor bij andere pages, en net als de rode vlek op de achtervleugels speelt de slip een rol bij de passieve verdediging, zie onder vijanden en verdediging.
De voorjaarsgeneratie heeft een iets afwijkend uiterlijk dan de najaarsgeneratie. De voorjaarsgeneratie heeft een lichtgele vleugelkleur, terwijl de kleuren bij de zomergeneratie een meer donkergele kleur heeft. Dit komt ook wel voor bij andere vlinders. De vorm, de kleur en de patronen van de vleugels kunnen daarnaast verschillen per ondersoort, van de ondersoort Papilio machaon brittanica is bekend dat de voorvleugels smaller zijn in vergelijking met andere ondersoorten.

## Onderscheid met andere soorten
De koninginnepage is met name met enkele andere Papilio-soorten te verwarren zoals de sterk gelijkende Papilio saharae. Deze soort is alleen zeker te determineren door naar het aantal geledingen te kijken. Bij Papilio saharae heeft de antenne altijd 30 leden, bij de koninginnenpage telt de antenne altijd 33 tot 36 leden.
Enkele andere sterk verwante pages hebben gelijkende kleuren en patronen, maar zijn vaak niet moeilijk te onderscheiden. Bij de zuidelijke koninginnenpage bijvoorbeeld is de vleugeladering niet zwart van kleur maar geel. De Corsicaanse koninginnenpage (Papilio hospiton) is endemisch op Corsica en Sardinië en komt nergens anders voor.

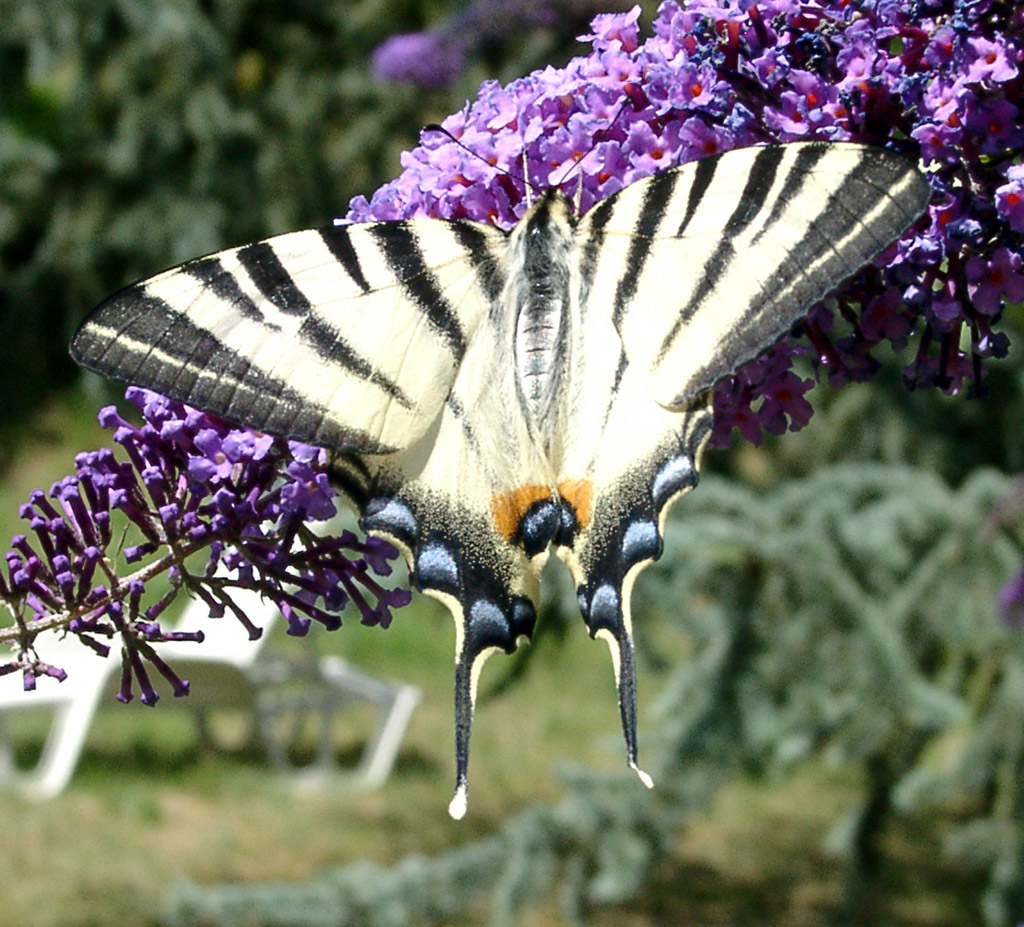
De koningspage heeft een zebra-achtige tekening en langere vleugelslippen.

Daarnaast is de koningspage een gelijkende soort, die echter iets kleiner blijft en de gele kleuren van deze soort zijn duidelijk bleker en niet zo intens. De koningspage heeft een meer zebra-achtige vleugeltekening en heeft duidelijk langere vleugelslippen. De mannetjes en vrouwtjes zijn bij deze soort ongeveer even groot. De koningspage is verwant aan de koninginnenpage, maar de rups leeft van andere voedselplanten, zoals appel, meidoorn en sleedoorn. De koningspage is een warmteminnende soort die in zuidelijker streken voorkomt en veel zeldzamer dan de koninginnenpage; de koningspage komt in Nederland en België zeer zelden voor.
Andere geslachten die behoren tot de grote pages en op de koninginnenpage lijkende vertegenwoordigers hebben zijn Graphium, Pseudoggraphium en Eurytides. Een voorbeeld uit deze laatste groep is Eurytides marcellus uit het zuidoostelijke deel van de Verenigde Staten. Deze soort heeft een vergelijkbaar kleurenpatroon maar de staartslippen zijn langer, soorten uit het geslacht Eurytides worden hierom in andere talen wel 'zwaardstaartvlinders' genoemd. De soorten uit de andere genoemde geslachten hebben vergelijkbare gele en zwarte kleuren, maar een ander patroon en ook bij deze soorten is de vleugelslip veel langer.
De pijpbloemvlinders uit het geslacht Zerynthia lijken soms ook enigszins op de koninginnenpage door de gele vleugelkleur met zwarte vlekken en lijnen en rode vlekjes aan de achtervleugel. Deze soorten hebben echter geen vleugelslip en hebben een tekening die veel uitbundiger is in vergelijking met de pages. Ze blijven ook zowat de helft kleiner.
Sommige vlinders hebben een gele kleur en zwarte vlekken en soms rode kleuren maar zijn goed te onderscheiden door de ronde vleugelvormen, een voorbeeld is de apollovlinder (Parnassius apollo).

## Voortplanting en ontwikkeling

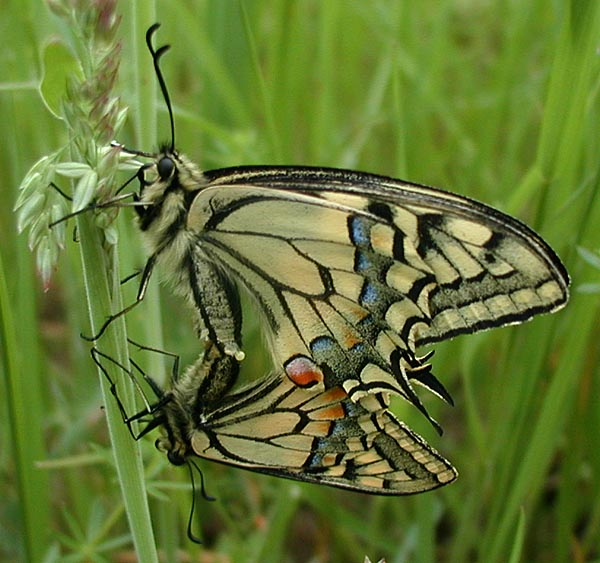
Paring van de koninginnenpage

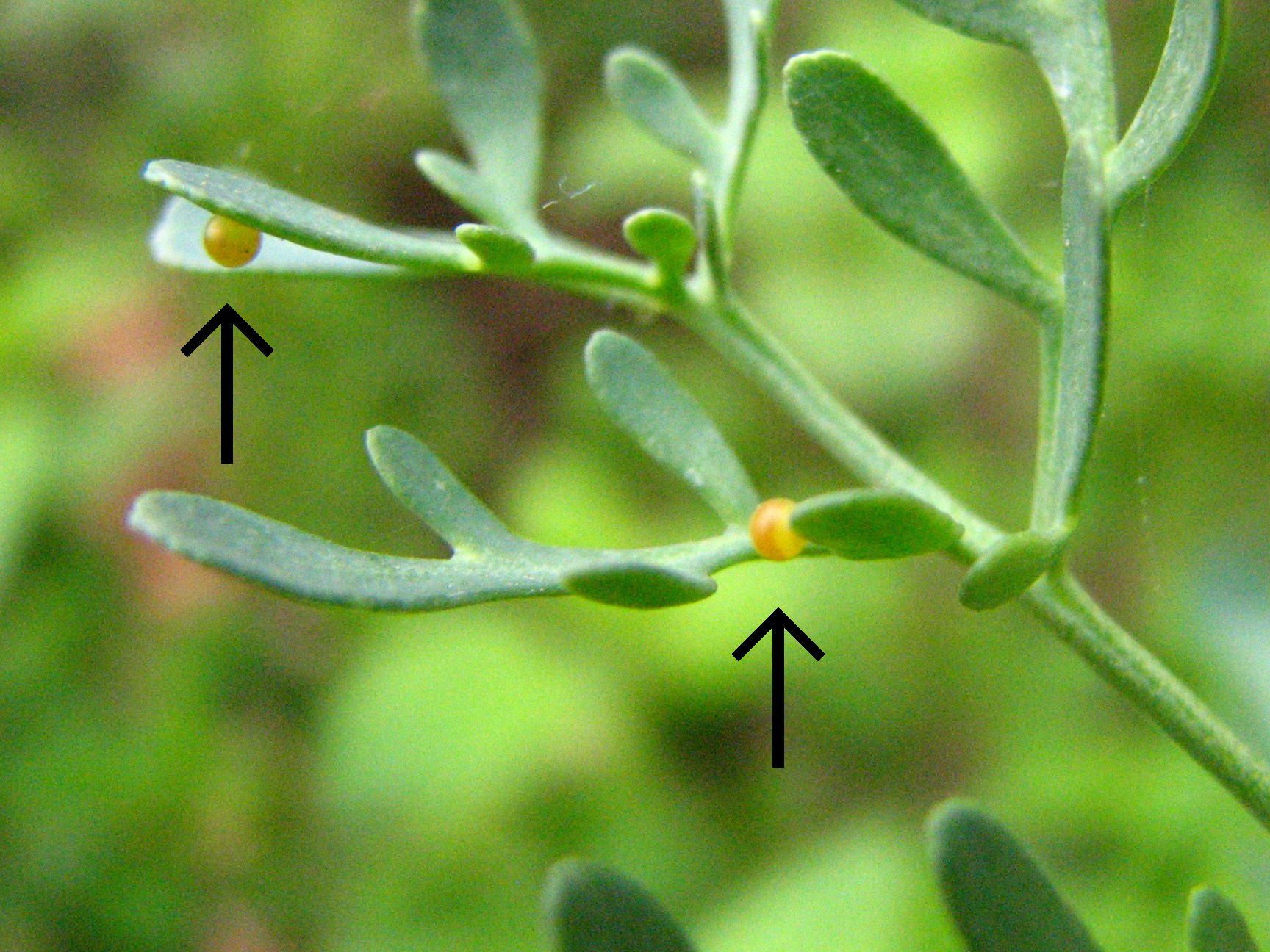
Eitjes op wijnruit of een verwante plant

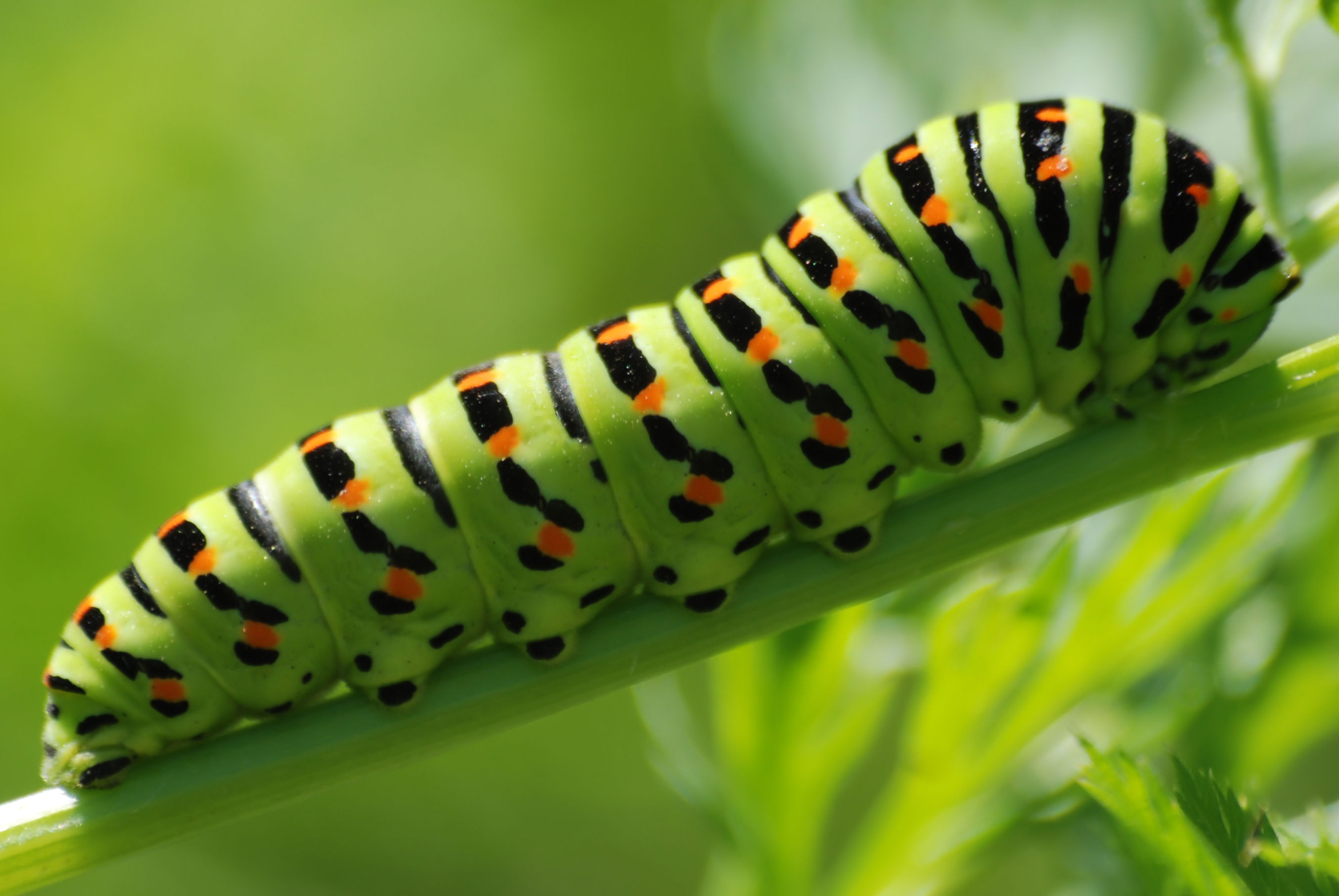
Oudere rups met helder groene kleuren en zwarte dwarsbanden met oranje vlekken

De voortplantingscyclus van de vlinder bestaat in de regel uit twee generaties. In heel koude streken kan zich echter maar één generatie per jaar ontwikkelen, zoals de populaties in Groot-Brittannië. Alleen in warme zomers ontstaat een tweede generatie vlinders. In relatief warmere delen van het areaal kunnen tot drie generaties per jaar verschijnen.

### Paring
De paring vindt plaats in de lente, als de poppen van de tweede generatie van het vorige jaar ontwaakt zijn uit hun diapauze aan het einde van de winter. De mannetjes komen meestal als eerste uit hun pop en hebben de neiging om heuvels en hogere boomkruinen op te zoeken. Dit gedrag komt ook voor bij andere vlinders en wordt wel hill-topping genoemd. De mannetjes prikkelen elkaar tot het uitvoeren van baltsvluchten en ze wachten op de komst van de vrouwtjes.
De vlinders zoeken elkaar op, waarbij de meer passieve vrouwtjes zich meer tussen het gebladerte ophouden en geurstoffen of feromonen afscheiden en de actieve mannetjes worden hierdoor aangetrokken. Tijdens de paring van de vlinder zijn de achterlijfspunten verbonden en vindt de overdracht van sperma plaats. In het lichaam van het vrouwtje ontwikkelen zich de eieren, die al spoedig op de voedselplanten worden afgezet.

### Ei
De eieren worden afgezet op verschillende planten uit de schermbloemenfamilie (Umbelliferae). Het aantal eitjes varieert van enige tientallen tot enkele honderden, een vrouwtje kan tot maximaal 500 eitjes afzetten. Het leeuwendeel van de embryonale ontwikkeling vindt buiten het moederlichaam in het ei plaats. De eitjes zijn rond met een doorsnede van ongeveer een mm en in eerste instantie geel van kleur, later kleuren ze donkerder. De eitjes worden niet in groepjes afgezet, zoals bij de meeste vlinders, maar worden individueel vastgeplakt aan de onder- of bovenzijde van het bladoppervlak van de voedselplant van de rups.

### Rups

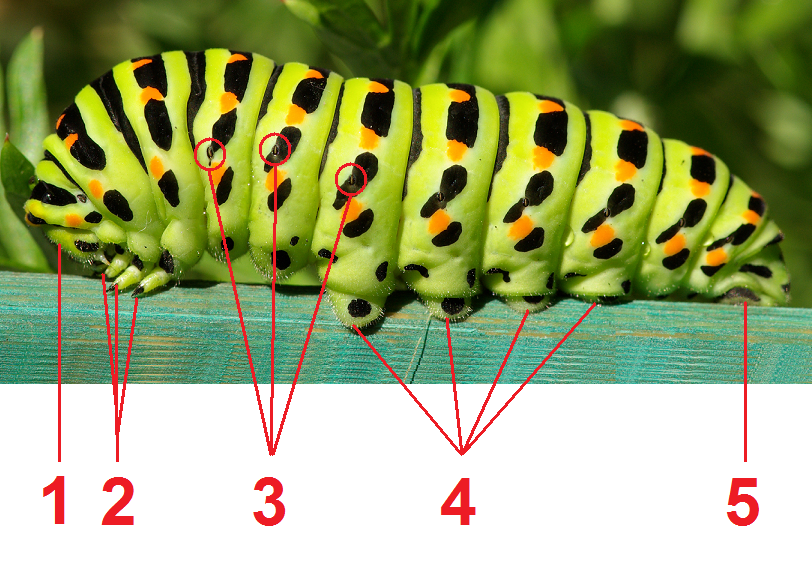
Lichaamskenmerken van de rups:

De koninginnenpage kent net als alle vlinders een volledige gedaanteverwisseling. Als de rups het ei verlaat is het dier erg klein en zwart van kleur met een helder witte vlek op de rug. De rups lijkt hierdoor in zijn eerste stadium sprekend op een vogelpoepje. Dit dient ter camouflage en komt ook voor bij andere rupsen uit het geslacht Papilio waartoe de koninginnenpage behoort. De belangrijkste vijanden van rupsen zijn namelijk vogels, en vogelpoep staat bij geen enkele vogel op het menu. De jonge rups verandert in verschillende stapjes naar een grote rups; deze stapjes worden de stadia of instars genoemd. Ieder stadium wordt voorafgegaan door een vervelling of ecdysis, waarbij de rups uit zijn oude huid scheurt en een nieuwe zachte huid tevoorschijn komt. Hierdoor kan de rups zijn lichaam in grootte doen toenemen, waarna de nieuwe huid uithardt. Als de rups groter wordt kan het dier zich beter verweren tegen vogels en de rups krijgt tevens fellere kleuren die dienen om vijanden als vogels te waarschuwen voor de giftigheid.
De rups van de koninginnenpage heeft vanaf de eerste vervelling een grasgroene tot bleekgroene kleur met zwarte dwarsbanden die de segmenten volgen, ieder lichaamssegment heeft een zwarte dwarsband die aan de onderzijde overgaat in kleine ronde vlekjes die net zo zwart zijn als de dwarsband. De banden worden onderbroken door oranje tot roodoranje vlekjes; per lichaamssegment heeft de rups vijf van deze vlekken. Het duidelijkst zichtbaar is het vlekje op het midden van de bovenzijde, aan weerszijden van het lichaam is een vlekje gelegen aan de onderzijde van de zwarte dwarsband en ook tussen de zwarte vlekjes aan de onderzijde van de flank is een dergelijk vlekje aanwezig. Naast de banden op de segmenten zijn ook de segmentgrenzen zwart van kleur. Deze banden zijn minder geprononceerd en ononderbroken, ze zijn ook duidelijk smaller en vallen enigszins weg tegen de bredere en oranjegevlekte banden op het midden van de segmenten. Op ongeveer het midden van de flank is een rij eivormige openingen aanwezig, dit zijn de uiteinden van de ademhalingsbuizen van de rups, de stigmata.
De kop van de rups is omlaag gekromd en wordt verhuld onder een duidelijke verdikking aan de voorzijde. De kop is groen en heeft zwarte lengtestrepen, bij sommige rupsen heeft de gele strepen. Net als andere pages beschikt de rups over een zogenaamd osmeterium, dit is een gevorkte klier die fel van kleur is en een stinkende secretie verspreidt. De klier wordt bij verstoring uit een plooi van de kop gestulpt. Bij een aantal soorten pages lijkt de rups enigszins op een slang, waarbij het duidelijk gesplitste uiteinde van het osmeterium sterk lijkt op de voor slangen karakteristieke gespleten tong. De rups van de koninginnenpage lijkt overigens niet op een slang.

### Pop
Bij de laatste vervelling van de rups transformeert het lichaam in de pop; dit wordt de verpopping genoemd.
De rups zoekt daarvoor een geschikte ondergrond uit, waarna de larve uit zijn oude huid scheurt en de pop of chrysalis wordt gevormd. Dit is een inactief stadium van de rups waarbij het zachte lichaam wordt omgebouwd naar de volwassen vorm dat uit harde delen bestaat.
De rups spant eerst een ankerdraad, waarmee het lichaam wordt vastgehecht aan de ondergrond. Deze draad wordt wel de gordeldraad genoemd. De draad is dik en zit als een lus om het lichaam van de rups. Het achterlijf wordt aan het substraat gehecht door de fijne haartjes aan de achterlijfspunt vast te klitten in een zogenaamd spinselkussen, wat bestaat uit spinsel van de rups. Vervolgens scheurt de rups uit zijn laatste larvenhuid en komt de bleekgroene pop tevoorschijn. De pop zwelt duidelijk op en wordt zowel korter als breder, vooral aan de voorzijde van het lichaam. De voor- en achterzijde van de pop zijn duidelijk te onderscheiden doordat de achterzijde gesegmenteerd is en aan de voorzijde al de ogen en de vleugelaanzet te zien zijn. De pop kleurt later naar een wat donkerder kleur en hardt verder uit.
Opmerkelijk is de afwijkende verpoppingslocatie: de rupsen van de eerste (zomer)generatie hebben een andere voorkeur dan die van de tweede (winter)generatie. De pop van de eerste generatie, die aan groene planten worden bevestigd, is groen van kleur en met name te vinden op kruidachtige planten, de overwinterende poppen echter zijn bruin van kleur en vooral te vinden op houtachtige substraten.
Ook de kleur van de pop is afhankelijk van de generatie.

### Imago
Als de vlinder uit zijn pop kruipt is het lichaam opgezwollen en zijn de vleugels nog gekruld; ze kunnen nog niet worden gebruikt om mee te vliegen. De eerste tijd zit de vlinder stil en het vleugeloppervlak wordt vergroot door vloeistof in de vleugeladeren te pompen. Pas als de vleugels volledig zijn uitgevouwen en uitgehard kan de vlinder hiermee vliegen.
De volwassen vlinder wordt wel de imago genoemd en is het laatste stadium van de vlinder. Een vlinder vervelt dus niet meer. De volwassen exemplaren richten zich niet meer primair op zoeken naar voedsel maar houden zich grotendeels bezig met het zoeken van een partner voor de voortplanting en in het geval van de vrouwtjes op het afzetten van de eitjes op de juiste voedselplanten voor de rups. De koninginnenpage heeft als volwassen insect een levensverwachting van enkele weken.

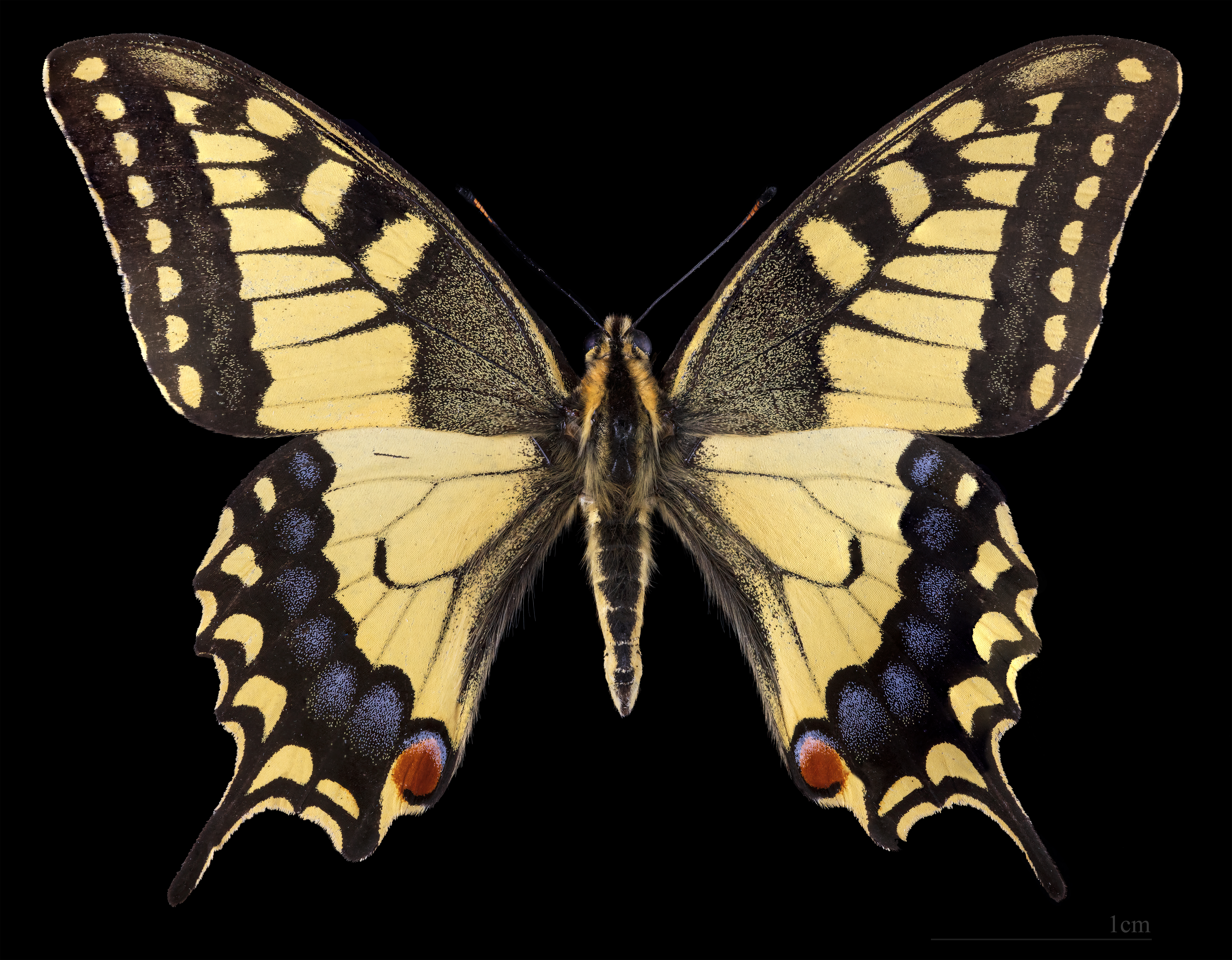
♂
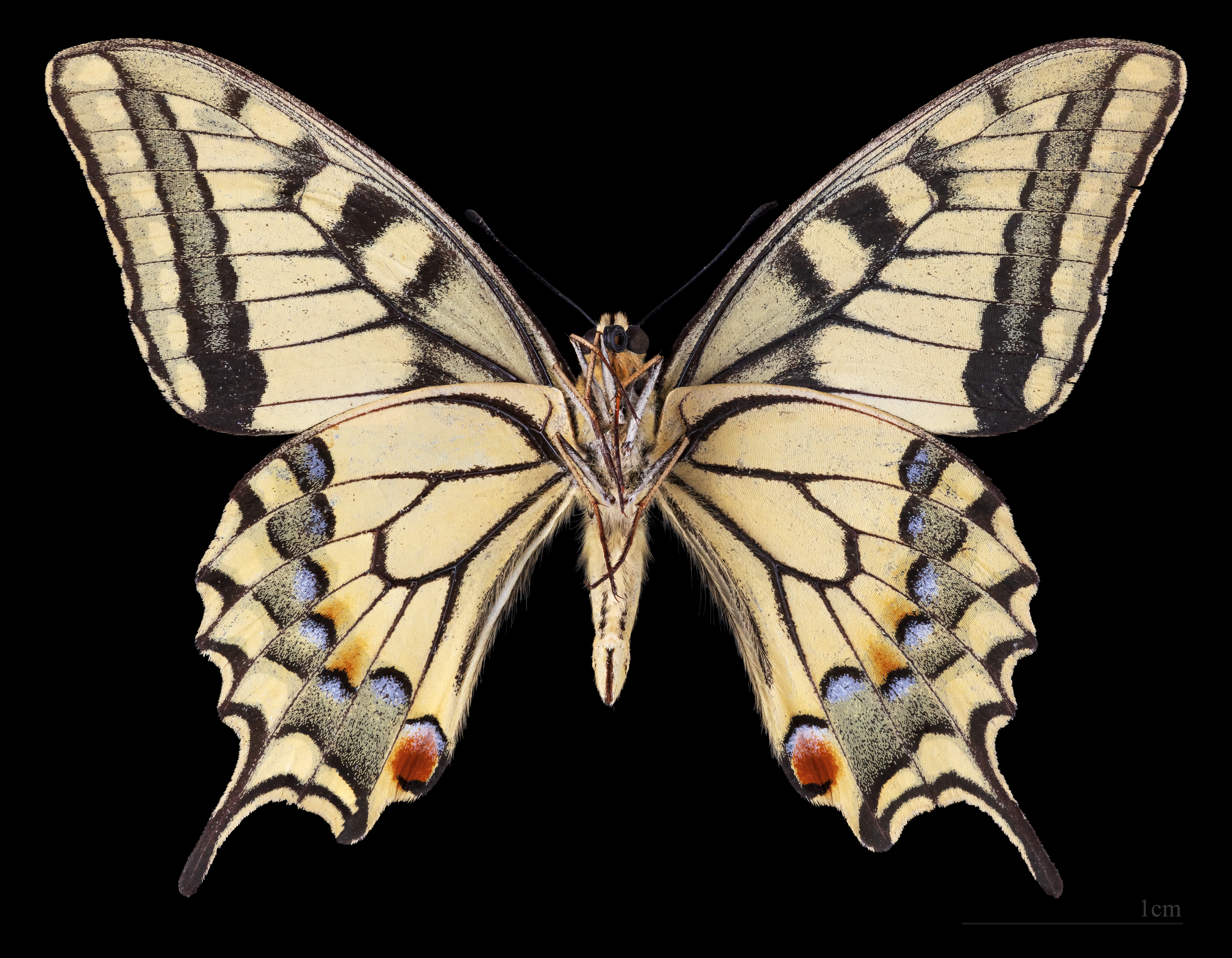
♂ △
♀

## Voedsel

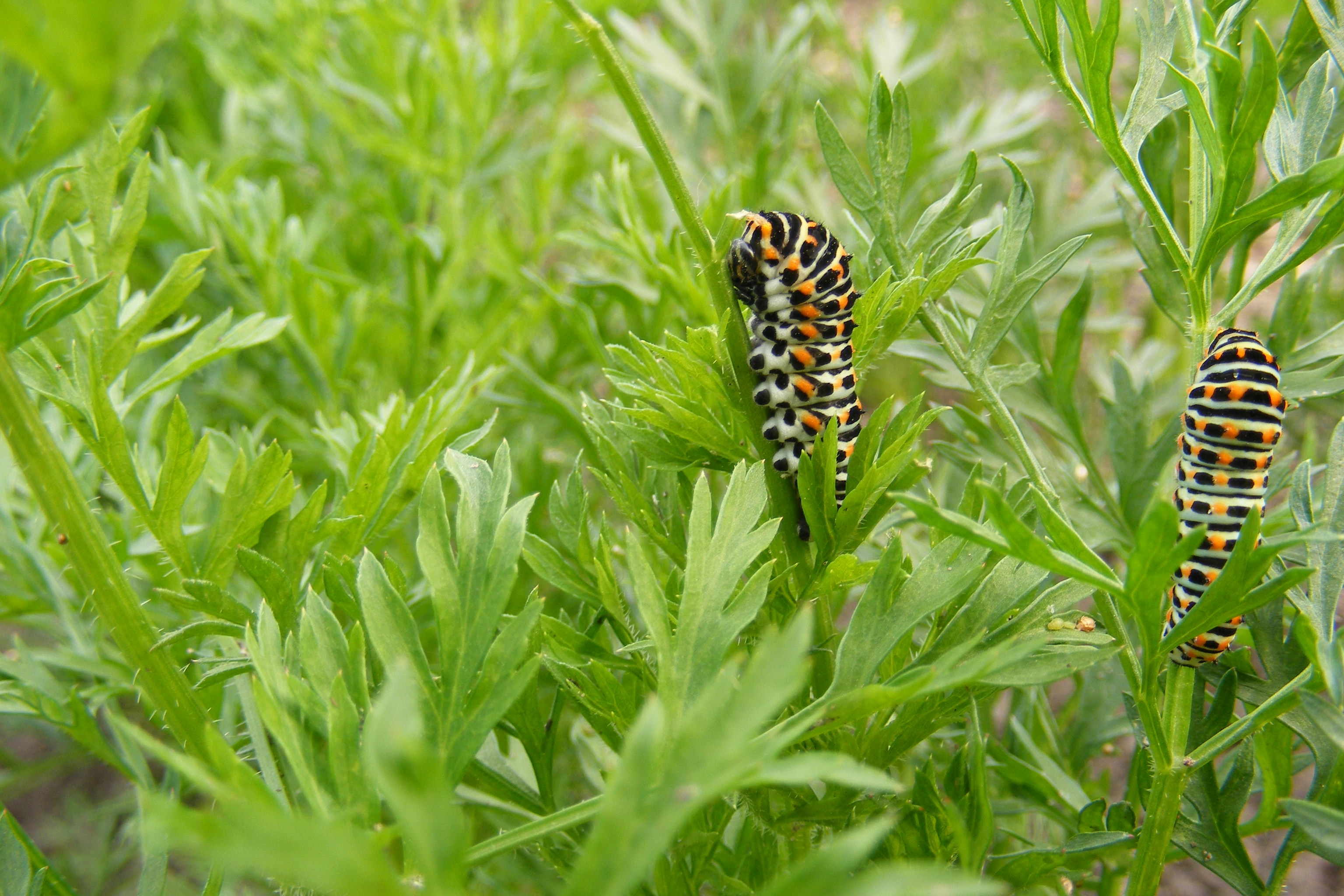
De rupsen leven voornamelijk van schermbloemen, hier op wortelloof in een biologische tuin.

De rups is net als de larven van andere vlinders een echte eetmachine die zich enkel richt op het eten van zo veel mogelijk planten. De rups eet het liefst groene delen en heeft een grote voorkeur voor de bladeren. Naarmate hij ouder en groter wordt, worden steeds hogere delen van de plant opgezocht en de bijna volgroeide exemplaren leven vaak van de bloemknoppen aan het uiteinde van de plant.
De rups leeft op verschillende planten, vooral uit de schermbloemenfamilie maar ook wel soorten uit andere families. Het favoriete voedsel is venkel (Foeniculum vulgare), maar ook andere schermbloemigen worden gegeten, zoals wilde peen, wortel, karwij, melkeppe, engelwortel, dille en peterselie. Sommige planten uit andere families kunnen ook als voedsel voor de rups worden gebruikt, zoals knopig helmkruid (Scrophularia nodosa).
De rupsen van sommige ondersoorten zijn kieskeuriger; de larven van de ondersoort Papilio machaon brittanica uit Groot-Brittannië bijvoorbeeld eten alleen melkeppe (Peucedanum palustre) en accepteren geen enkele andere plant. Dit feit is de vlinder bijna noodlottig geworden; de koninginnenpage is hierdoor in Groot-Brittannië vrijwel uitgestorven. Pogingen om de vlinder te herintroduceren door vlinders te kweken en vrij te laten gaat altijd gepaard met het ingraven van venkel als voedselplant voor de rups omdat de uitzetting anders zinloos is.
De volwassen vlinders gebruiken hun lange, oprolbare tong om in smalle bloemhoofdjes nectar te zuigen. De vlinders hebben een duidelijke voorkeur voor bloemen met een roze tot paarse kleur. De planten waarmee de vlinder zich voedt zijn:
wilde hyacint (Hyacinthoides non-scripta), blauwe knoop (Succisa pratensis), echte koekoeksbloem (Lychnis flos-cuculi), rode klaver (Trifolium patense), grote kaardenbol (Dipsacus fullonum) en distel (Cirsium- en Carduus- soorten).

## Vijanden en verdediging

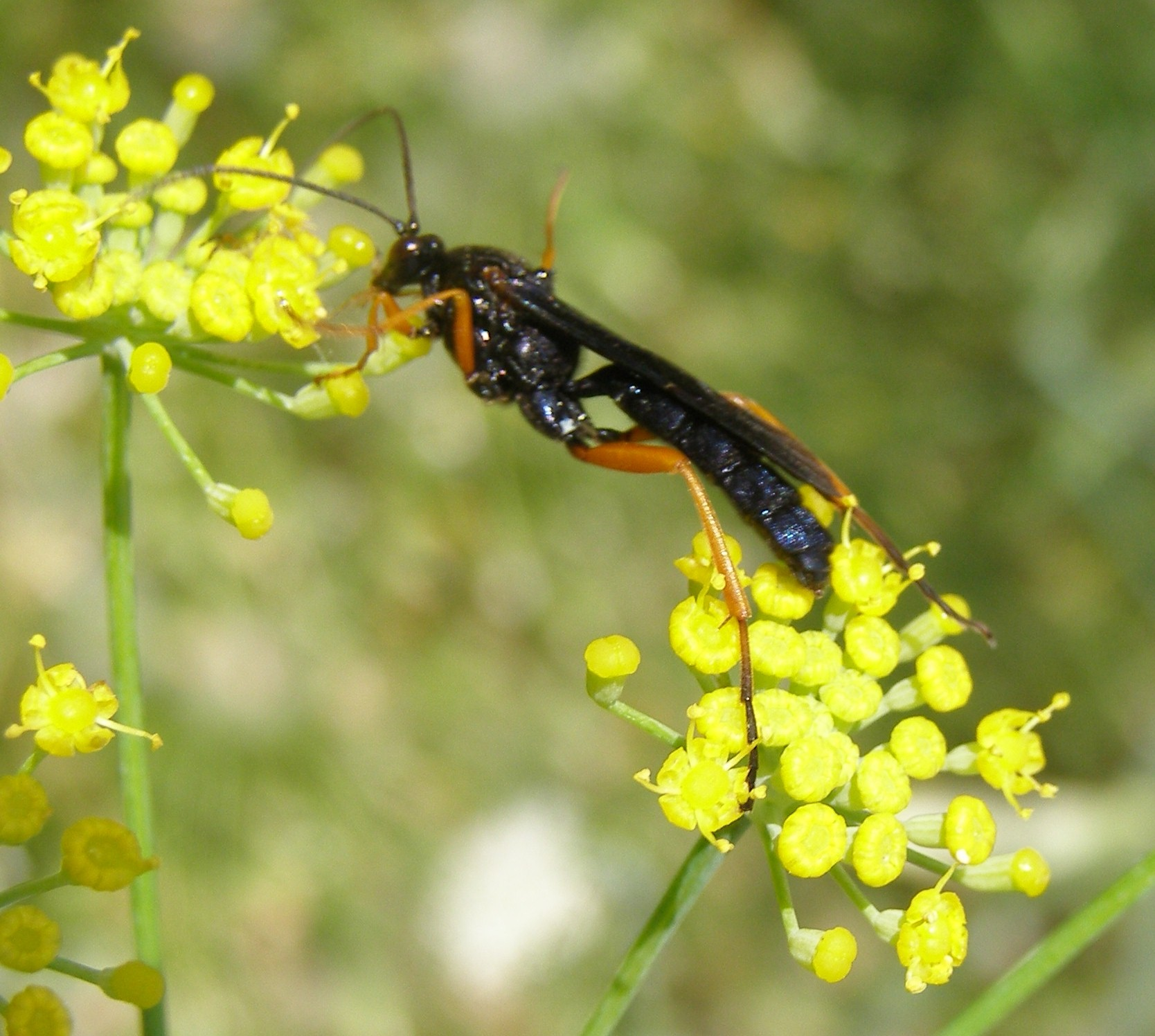
De sluipwesp Trogus lapidator is een parasitoïde die op de rupsen jaagt.

Vijanden van de rups zijn rovende insecten als wespen, mieren en wantsen, parasitaire insecten zoals sluipwespen en andere kleine ongewervelden als spinnen. Ook verschillende gewervelde dieren als vogels jagen op de rupsen. Om vijanden af te schrikken richt de rups zich op en stulpt een gevorkte klier uit een plooi boven de kop. Deze klier is helder oranje van kleur en wordt het osmeterium genoemd. Het osmeterium scheidt een penetrante geur af die zeer onaangenaam is voor insecten als mieren, vliegen en wespen, maar geen invloed heeft op vogels. De geur heeft iets weg van een dennengeur. Verschillende vogelsoorten eten de rups, in Groot-Brittannië zijn de soorten baardmannetje (Panurus biarmicus), rietgors (Emberiza schoeniclus) en de rietzanger (Acrocephalus schoenobaenus) verantwoordelijk voor ten minste vijftig procent van de totale predatie.
De rupsen worden geparasiteerd door verschillende sluipwespen, zoals de soort Trogus lapidator. Deze wesp zet een ei af in de larve, waarna de larve van de wesp de rups van binnenuit opeet. Pas nadat de rups is verpopt komt de sluipwesp tevoorschijn uit de pop. Een geïnfecteerde pop is niet meer levensvatbaar, de wesp is dus een parasitoïde. Ook de poppen van de vlinder worden belaagd door verschillende dieren, voornamelijk kleine zoogdieren.
De volwassen vlinder wordt door verschillende vogels en gewervelden als reptielen gegeten. De vlinder heeft net als veel andere soorten een passieve verdediging bestaande uit schrikkleuren. Aan de achterzijde van de achtervleugel is aan de binnenzijde een duidelijk helderrode rond vlek aanwezig die duidelijk zwart omzoomd is. In rustpositie komen de vlekken tegen elkaar en vormen een geheel maar als de vlinder wordt opgeschrikt worden de vleugels iets uit elkaar gehouden en worden twee rode 'ogen' zichtbaar.
Als de koninginnenpage in rustpositie zit met gespreide vleugels dan wijzen de slippen recht naar achteren. Als de vlinder op een ondergrond zit met het lichaam evenwijdig aan het substraat dan wijzen de slippen schuin naar boven. De vleugelslip van veel soorten pages fungeert als afleiding voor vijanden die insecten eten: als de vlinder zich met gesloten vleugels stilhoudt, doen de puntige uitstulpingen denken aan antennen. Omdat deze altijd aan de voorzijde van een insect gelegen zijn, valt een vijand vaak de verkeerde kant aan. De vlinder kan als de vleugelslip beschadigd raakt overigens gewoon verder vliegen.

Afbeeldingen: verdediging
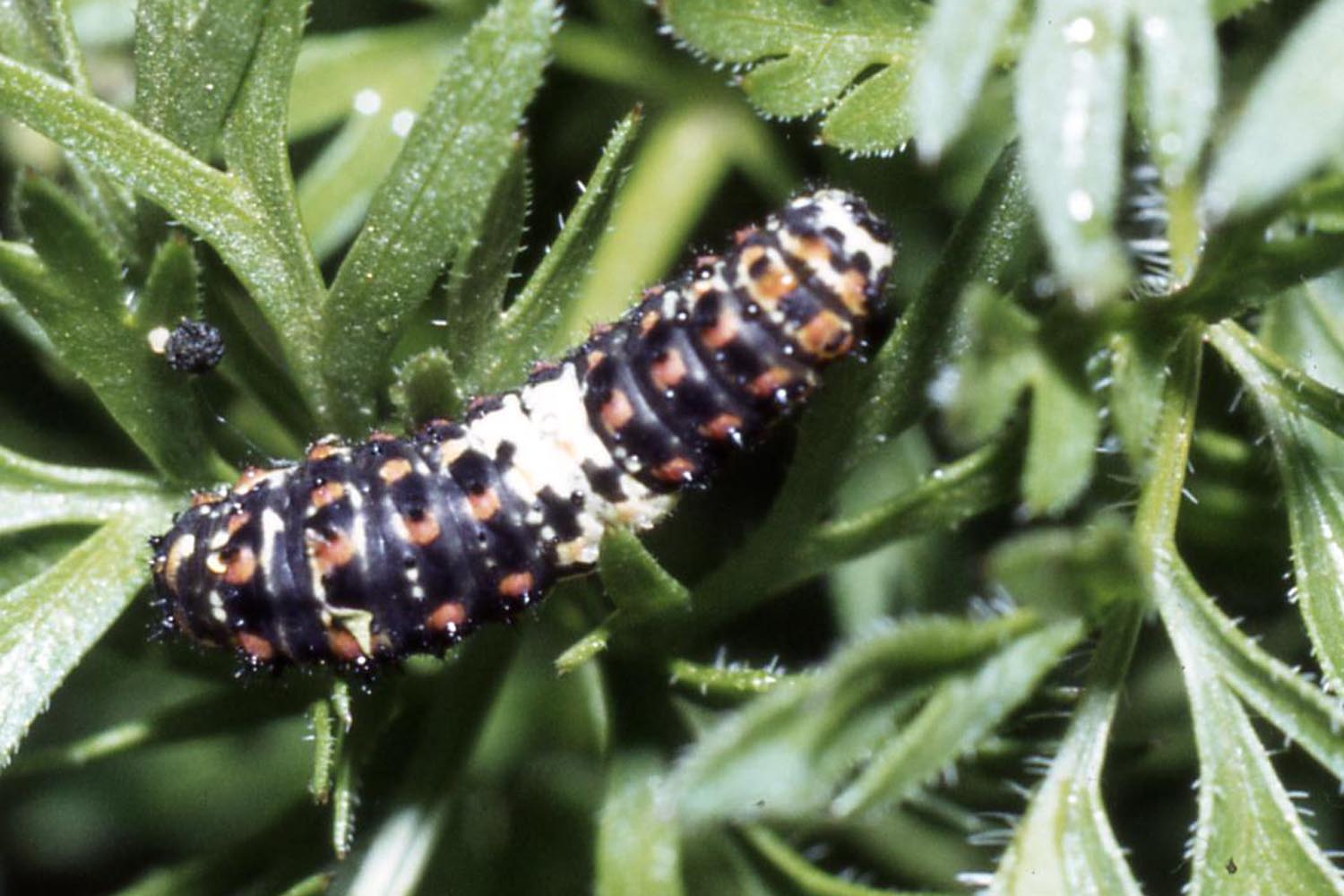
Jonge rupsen lijken op een vogelpoepje.
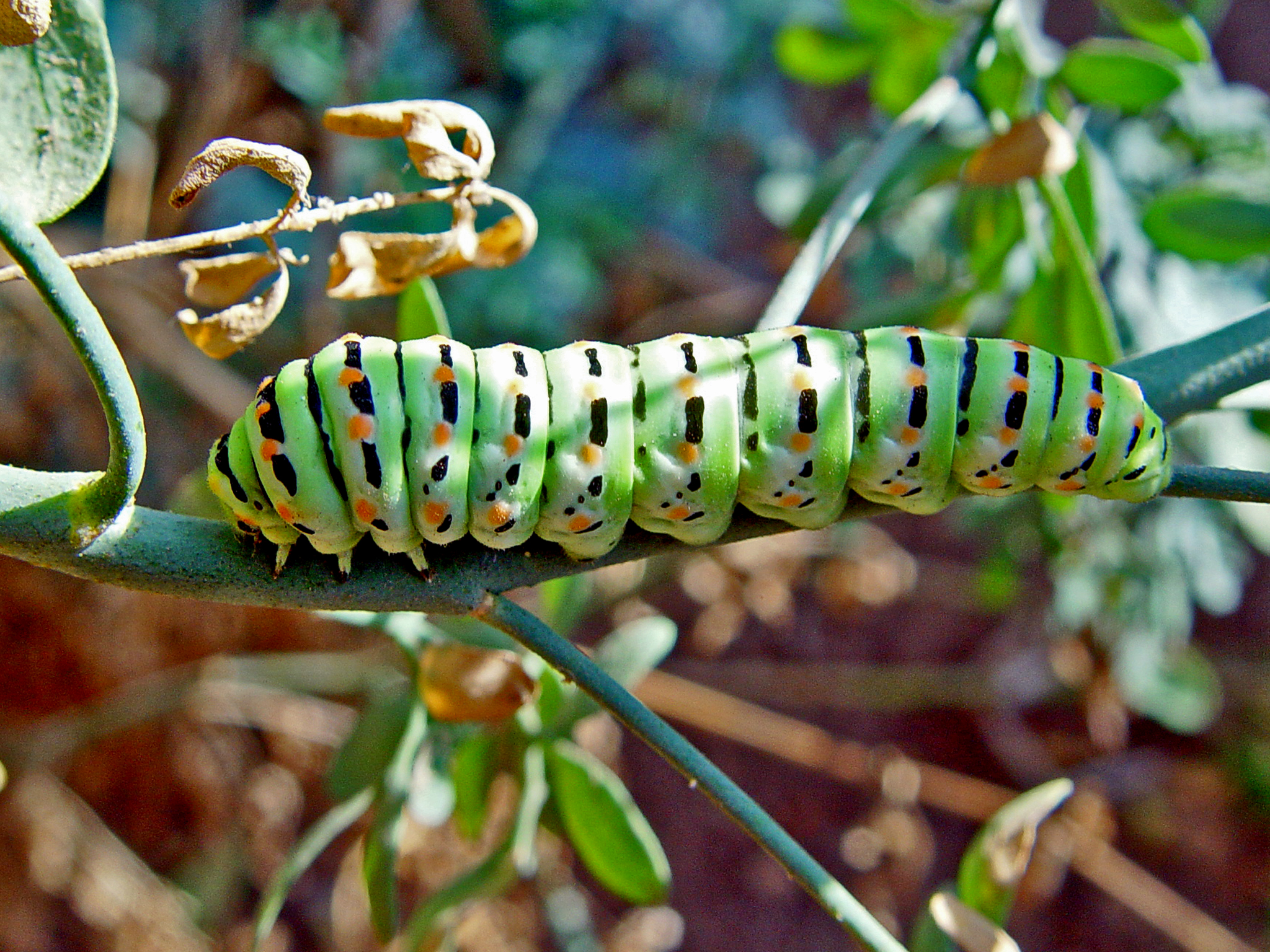
Oudere rupsen hebben felle kleuren.
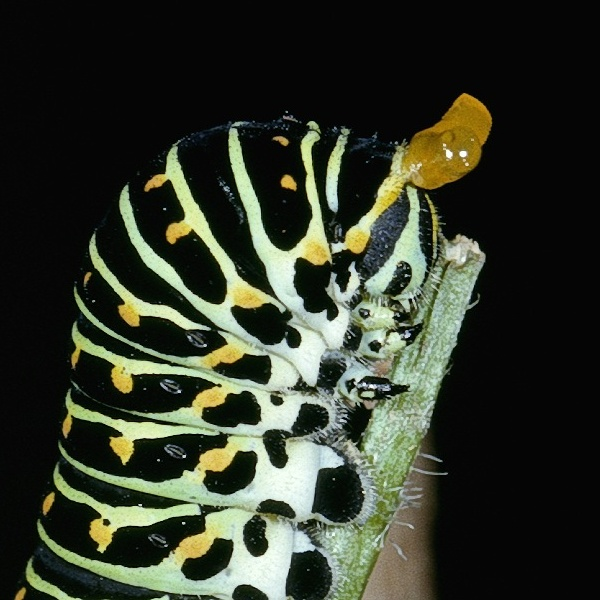
Bij bedreiging wordt het osmeterium getoond.
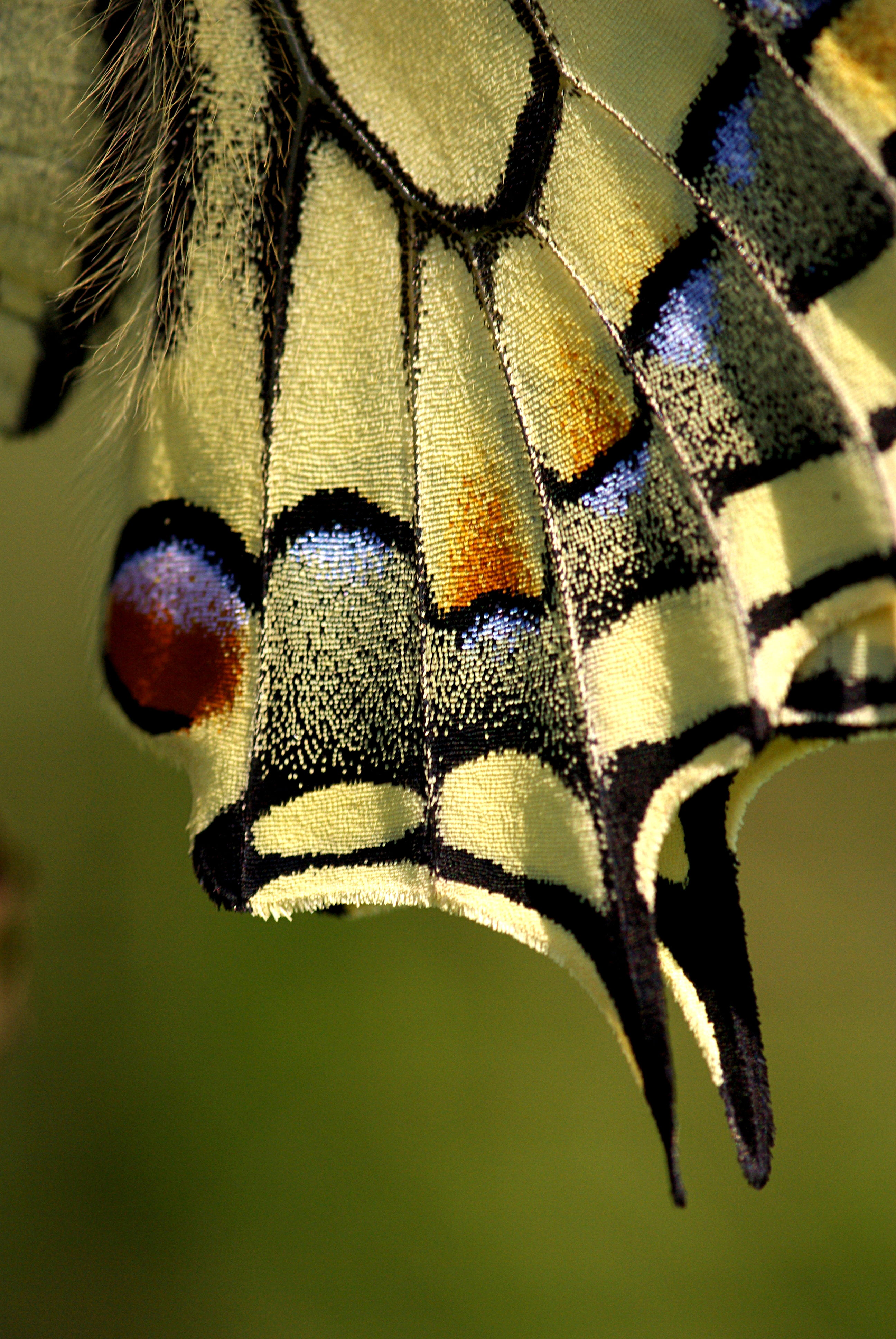
De vleugelslippen worden door vijanden verward met antennes.

## Naamgeving en taxonomie
In andere talen wordt verwezen naar de vleugelslip van de vlinder, zoals het Engelse swallowtail butterfly, het Duitse schwalbenschwanz en het Noorse svalestjert. Vroeger werd ook als Nederlandse naam wel zwaluwstaart gebruikt en ook de naam ridderkapel werd gebruikt voor de koninginnenpage.
De geslachtsnaam Papilio is Latijn voor 'vlinder'; de soortaanduiding machaon verwijst naar een arts in de Griekse mythologie die een rol speelde in de Trojaanse Oorlog.
De wetenschappelijke naam van de soort werd gepubliceerd door Carl Linnaeus in 1758 als Papilio Eques machaon, in de tiende editie van Systema naturae. Het geslacht Papilio, waartoe de koninginnenpage behoort, is een grote groep van vlinders die veel variatie kennen. Sommige soorten blijven klein. De karakteristieke vleugelslippen komen ook veel voor bij andere pages, maar bij een aantal soorten ontbreken ze bij de vrouwtjes. Er zijn ook soorten, zoals de Afrikaanse Papilio dardanus, waarbij zowel vrouwtjes met een vleugelslip als vrouwtjes zonder slip voorkomen.
De koninginnenpage is een van de meest herkenbare vlinders en wordt ook beschouwd als een van de bontst gekleurde soorten. De koninginnenpage is bijvoorbeeld populair als onderwerp op postzegels, zie voor enkele voorbeelden de uitklapbare afbeeldingen rechts.

### Ondersoorten

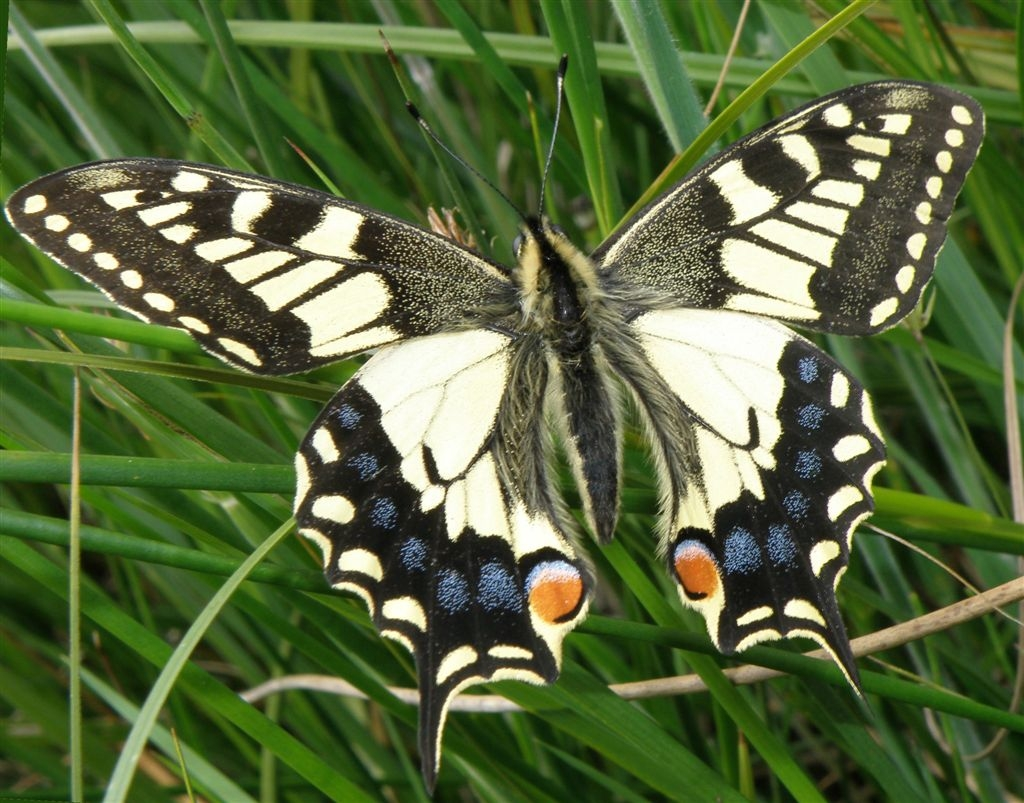
Papilio machaon brittanicus

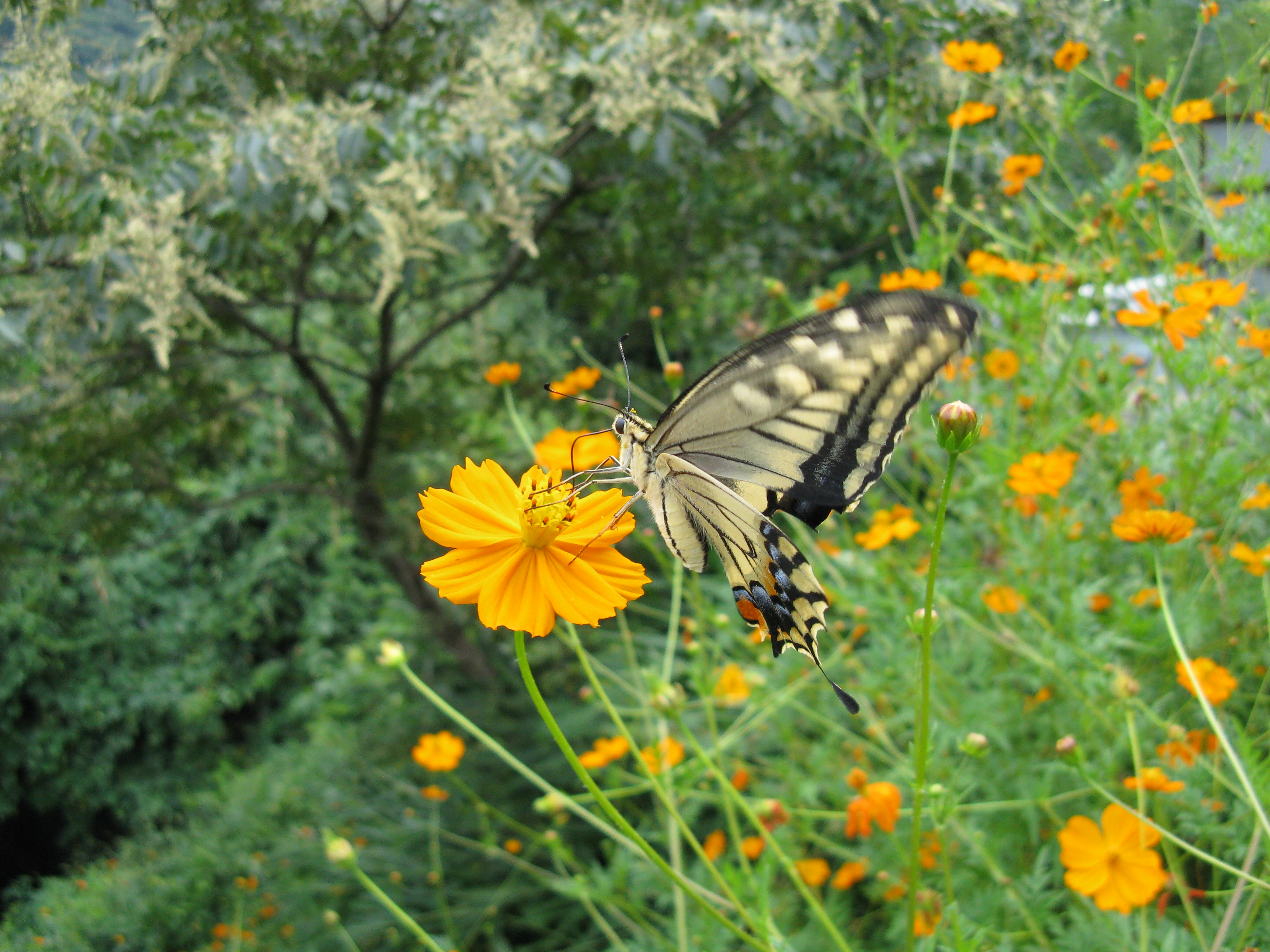
Papilio machaon hippocrates

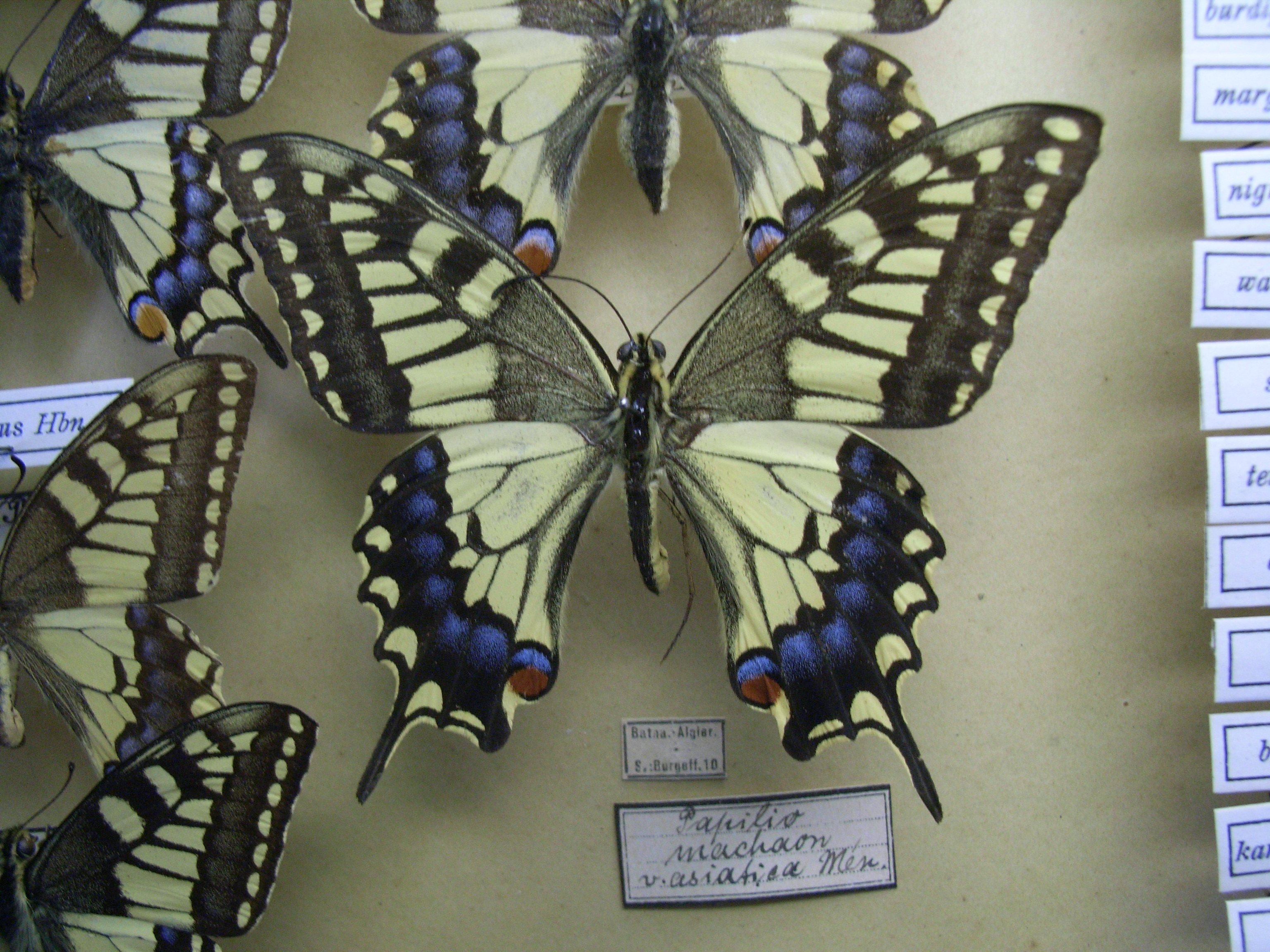
Papilio machaon asiaticus

Onderstaand een lijst van ondersoorten. De verschillen zijn voornamelijk gelegen in het verspreidingsgebied; zo is de ondersoort Papilio machaon brittanica endemisch in Groot-Brittannië en de ondersoort die in westelijk Europa voorkomt, waaronder België en Nederland is Papilio machaon gorganus.
- Papilio machaon aliaska (Scudder, 1869)
- Papilio machaon archias (Fruhstorfer, 1907)
- Papilio machaon asiaticus (Ménétriés, 1855)
- Papilio machaon bairdii (Edwards, 1866)
- Papilio machaon brittanicus (Seitz, 1907)
- Papilio machaon brucei (Edwards, 1893)
- Papilio machaon centralis (Staudinger, 1886)
- Papilio machaon chinensis (Verity, 1905)
- Papilio machaon gorganus (Fruhstorfer, 1922)
- Papilio machaon hippocrates (C. & R. Felder, 1864)
- Papilio machaon hudsonianus (Clark, 1932)
- Papilio machaon kamtschadalus (Alphéraky, 1897)
- Papilio machaon kiyonobu (Morita, 1997)
- Papilio machaon kunkalaschani (Eller, 1939)
- Papilio machaon ladakensis (Moore, 1884)
- Papilio machaon machaon (Linnaeus, 1758)
- Papilio machaon mauretanicus (Verity, 1905)
- Papilio machaon montanus (Alphéraky, 1897)
- Papilio machaon muetingi (Seyer, 1976)
- Papilio machaon oregonius (Edwards, 1876)
- Papilio machaon oreinus (Sheljuzhko, 1919)
- Papilio machaon pikei (Sperling, 1987)
- Papilio machaon schapiroi (Seyer, 1976)
- Papilio machaon sikkimensis (Moore, 1884)
- Papilio machaon suroia (Tytler, 1939)
- Papilio machaon sylvina (Hemming, 1933)
- Papilio machaon syriacus (Verity, 1908)
- Papilio machaon taliensis (Eller, 1939)
- Papilio machaon verityi (Fruhstorfer, 1907)